# Hovioikeudenpuistikko
Hovioikeudenpuistikko (finnois : esplanade de la Cour d'appel) est une esplanade du  centre de Vaasa en Finlande.

## Histoire
Le centre-ville est organisé selon un plan hippodamien conçu par Carl Axel Setterberg en 1855.
Les cinq esplanades d'une largeur de 35,6 mètres :  Hovioikeudenpuistikko, Vaasanpuistikko, Korsholmanpuistikko, Kirkkopuistikko et Kauppapuistikko forment un site culturel construit d'intérêt national en Finlande.

## Bâtiments remarquables
Hovioikeudenpuistikko commence en face du bâtiment de la Cour d'appel de Vaasa (1862) entoure du parc Hovioikeudenpuisto.
Le bâtiment est conçu par Carl Axel Setterberg qui a aussi conçu l'église de Vaasa construite le long de la rue et le bâtiment de la pharmacie au coin de Kirkkopuistikko.
Parmi les bâtiments bordant la rue Hovioikeudenpuistikko:
| N° | Bâtiment                | Const.    | Image | Architecte              |
| 4  | Musée d'Art de Tikanoja | 1964      |       | Keijo Petäjä            |
| 5  | Maison Kipinä           | 1907      |       | Alfred Wilhelm Stenfors |
| 7  | Banque de Finlande      | 1949-1952 |       | Johan Sigfrid Sirén     |
| 9  | Pharmacie de l'église   |           |       |                         |
| 11 | Maison Kurtenia         | 1904–1905 |       | Fredrik Thesleff        |
| 15 | Maison Hartman          | 1913      |       | Kauno Kallio            |
| 16 | Espen                   |           |       |                         |
| 19 | Lassila & Tikanoja      | 1937      |       | Johan Sigfrid Sirén     |
| 18 | Hôtel Central           | 1941      |       | A. E. Hämäläinen        |
|    | Centre Rewell           | 1963      |       | Viljo Revell            |
|    | Église de Vaasa         | 1869      |       | Carl Axel Setterberg    |
|    | Mairie de Vaasa         | 1879–1883 |       | Magnus Isaeus           |
|    | Cour d'appel de Vaasa   | 1862      |       | Carl Axel Setterberg    |